# Kisfalud
Kisfalud là một thị trấn thuộc hạt Győr-Moson-Sopron, Hungary. Thị trấn này có diện tích 15,1 km², dân số năm 2010 là 756 người, mật độ 50 người/km².